# Zrádné srdce
Zrádné srdce nebo též Žalobné srdce (anglicky "The Tell-Tale Heart") je hororová povídka amerického spisovatele Edgara Allana Poea. Poprvé byla publikována roku 1843 v Baltimore. Povídka obsahuje detailně propracované psychologické charaktery hlavních postav.
Vypravěč příběhu, neznámý mladík,  slouží starému muži a nenávidí jej pro malichernost - starcovo oko. Mladý muž má pocit, že jej neustále sleduje a s rozvíjející se paranoiou sílí nutkání starce zabít.

## Děj
Hlavním hrdinou je neznámý mladík, sluha svého pána, se kterým žije v polorozpadlém domě v tmavé londýnské ulici. Jeho pán je stařec, jenž se vyhýbá lidské společnosti, snad ze strachu, snad z lakomství. Mladík jej ukrutně nenávidí. Ne však kvůli jeho zlovůli, ne kvůli jeho zášti, ne kvůli jeho skutkům, nýbrž kvůli jeho oku podobnému oku supa. Toto oko mladíka neustále popouzí a vede jej k záchvatům zuřivosti. Touží starce zabít. Vždy v noci vchází do starcovy ložnice, stařec má však oko zavřené. Jedné noci mladík našlapuje neopatrně a zavadí zakrytou lucernou, jež nevyluzovala ani paprsek čirého světla, o zárubně starcovy ložnice. Stařec se probudí a ze strachu zakřičí: „Kdo je to?“. Mladík však vyčkává a po celou dobu, kdy je stařec vzhůru, nepohne jediným svalem, nevydechne velké sousto vzduchu, aby se neprozradil. Poté stařec znovu ulehne a mladík vklouzne do ložnice. Posvítí starci do tváře. Jeho oko je otevřené. Mladík starce zabije a převalí na něj pohovku, stařec přesto stačí vykřiknout. Dílo je dokonáno. Mladík slyší hřmot z vedlejšího bytu – je to zřejmě soused, který zaslechl výkřik ze starcova hrdla.
Mladík zatluče tělo hluboko do podlahy a přikryje parkety kobercem. Náhle se ozve ťukot na dveře domu. Mladík otvírá a uvidí policejní strážníky. Strážníci vejdou s oznámením, že soused slyšel z mladíkova bytu výkřik. Mladík souhlasí, vždyť to byl výkřik z jeho plic, z jeho srdce, zdál se mu totiž sen, který ihned začíná vyprávět. Policisté ani v nejmenším netuší, co se stalo, a nemají podezření, mladík jim však nevěří. Je upocený a chová se zvláštně, jeho mysl a svědomí pukají. Nemůže vydržet svou vinu, začne jim tedy povídat obsah snu, totožný s vraždou, kterou před chvílí vykonal. Jakmile se však dostane k pasáži, kdy zabíjí starce, uslyší ve své mysli tlukot srdce. Je to však výplod jeho váhání, tím pádem strážníci nic podobného neslyší. On v domnění, že jej chtějí obelstít, se stává nerudným a neklidným. Když tlukot srdce sílí, nemůže již zkrotit své nervy, vrhne se ke koberci, vytrhá ze země parkety a zakřičí: „Zde, zde tluče to jeho ohavné srdce!“.

## Kompozice
Dílo je stavěno do ich formy a je velmi důkladně a detailně zpracováno. Autor se snaží navodit pocit zoufalství a úzkosti. Proti nadpřirozenu staví raději složitou lidskou myšlenku pocitu viny.

## Česká vydání
Česky vyšla povídka v následujících sbírkách nebo antologiích:
Pod názvem Zrádné srdce:
- Černý kocour (Mladá fronta (edice Četba pro školy), 1988, překlad Josef Schwarz, brožovaná, 152 stran, náklad 45 000)
- Démon zvrácenosti: Detektivní a jiné senzační příběhy, Hynek, s.r.o. , 1999, ISBN 80-86202-45-3, překlad Josef Schwarz, vázaná, 184 stran, autor obálky: Petr Sacher
- Fantastic Tales / Fantastické příběhy (Fragment, 2004)
- Jáma & kyvadlo a jiné fantastické příběhy (Nakladatelství XYZ, 2007)
- Jáma a kyvadlo a jiné povídky (Odeon 1975, 1978, 1987, 1988 a Levné knihy KMa 2002 [1])
- Pád do Maelströmu a jiné povídky (Argo, 2007, ISBN 978-80-7203-939-5, překlad Josef Schwarz a Ladislav Šenkyřík, vázaná, 248 stran, autor obálky: Alén Diviš)
- Předčasný pohřeb a jiné povídky (Mladá fronta, 1970)
- V mistrově stínu: Povídky Edgara Allana Poea (Nakladatelství XYZ , 2010, ISBN 978-80-7388-301-0, překlad Vítězslav Nezval, Tomáš Pekárek, Josef Schwarz, Ladislav Šenkyřík, Jaroslav Vrchlický, vázaná, 384 stran, obálky: Isifa Image Service a Jakub Karman)
- Zrádné srdce: Výbor z díla (Naše vojsko, 1959, překlad Josef Schwarz, vázaná s papírovým přebalem, 676 stran)

Pod názvem Žalobné srdce:
- Edgar (Dryada, 2008)